# Адамс, Стефани
Сте́фани А́дамс (англ. Stephanie Adams; 24 июля 1970, Ориндж, Нью-Джерси, США — 18 мая 2018, Манхэттен, Нью-Йорк, Нью-Йорк, США) — американская фотомодель и писательница. Стала Playmate мужского журнала Playboy в ноябре 1992 года.

## Биография

### Ранние годы
Адамс родилась в Ориндже, Нью-Джерси, и была воспитана своими тётями Джойс и Перл, бывшими моделями, которые побудили её начать карьеру модели в возрасте 16-ти лет. У неё были афроамериканские, европеоидные и черокийские корни, а также она утверждала, что является прямым потомком президентов Джона Адамса и Джона Куинси Адамса.

### Карьера
Адамс окончила среднюю школу Ophelia DeVore School of Charm и начала карьеру в качестве модели, появляясь в фотосессиях журналов Seventeen, Venus Swimwear и коммерческих рекламных роликах Clairol. Она появилась в качестве «Мисс ноябрь-1992» в журнале Playboy, в то время работая по контракту с Wilhelmina Models. Позже она перешла в Elite Model Management после того, как стала сотрудничать с её генеральным директором Джоном Касабланкасом.
Адамс получила степень бакалавра в Университете Фэрлей Дикинсона в 1992 году. Она появилась на обложке Village Voice. 20 ноября 2003 года она появилась в эпизоде «Top 10» в шоу «Позднее шоу с Дэвидом Леттерманом» в честь 50-летия журнала Playboy.
В 1999 году Адамс основала Goddessy, согласно ей портманто «богини» и «одиссеи». Она опубликовала свою первую книгу в 2003 году и основала свою собственную издательскую компанию в 2007 году. После смерти её тёти от рака молочной железы в 2003 году, она посвятила больше своего времени писательской деятельности. В том же году она опубликовала книгу, посвящённую её покойной тёте под названием «Он только берет лучшее», а затем ещё одну книгу, написанную в честь её пожилой тети Перл под названием «Хранитель». Адамс выпустила около двух десятков метафизических книг, астрологических календарей и наборов карт таро, продаваемых под брендом Goddessy. Она также опубликовала роман под названием «Императрица» в 2004 году с участием женщин в Древнем Риме.
Адамс была основателем и генеральным директором компании по уходу за кожей Goddessy Organics. Вместе с её мужем она была совладелицей Wall Street Chiropractic and Wellness.

### Личная жизнь
В начале своей карьеры Адамс была замужем за итальянским инвестиционным банкиром, но позже они развелись. В февральской истории обложки журнала «The Magazine» в 2003 году, Адамс объявила, что она лесбиянка, став первой моделью Playboy, сделав такое признание. Однако в 2009 году Адамс объявила, что выходит замуж за мужчину. После свадьбы с нью-йоркским доктором-хиропрактиком Адамс объявила, что уходит из общественной жизни и большую часть времени будет проводить с мужем и сыном.

## Смерть
Вечером 17 мая 2018 года Адамс, вместе с её 7-летним сыном Винсентом, поселилась в пентхаусе на 25 этаже в отеле «Gotham» на 46-й улице в Манхэттене. На следующее утро оба были найдены мёртвыми на балконе второго этажа в заднем дворе отеля. По данным сотрудников правоохранительных органов, Адамс и её муж боролись за опеку над сыном, и за несколько часов до регистрации в отеле Адамс сказала «New York Post», что её муж и его адвокат мешают ей съездить в отпуск вместе с сыном. Смерть Адамс была признана самоубийством, а её сына — убийством.